# 二クロム酸アンモニウム
二クロム酸アンモニウム（にクロムさんアンモニウム、ammonium dichromate）は化学式 (NH4)2Cr2O7 で表される無機化合物。CAS登録番号は [7789-09-5]。重クロム酸アンモニウムとも呼ばれる。6価クロム化合物のひとつである。擬似火山噴火の実験に用いられる。

## 性質
室温、常圧では橙赤色～赤褐色の結晶または結晶性粉末として存在し、水、アルコールに易溶。水酸化アンモニウム中でクロム酸を反応させたあと結晶化させて調製する。
二クロム酸塩であるので強力な酸化剤である。
(NH4)2Cr2O7の結晶（C2/c, z=4）は、1種類のアンモニウムイオンのみが対称な位置に配置されている。C1(2,3)。それぞれのアンモニウムイオンの中央で不規則に8個の酸素原子が直線的に配置され、そのN-O結合の長さは約2.83 Å から3.17 Åである。この結合は典型的な水素結合である
。

## 用途
パイロテクニクスやリトグラフ、初期の写真、実験室では純粋な窒素を供給するため、また触媒として使われていた。また染色における媒染剤、アリザリンやクロムミョウバンの量産、皮なめしや浄油に使用されていた。
PVA、二クロム酸アンモニウム、および燐光物質（通称「蛍光体」）を混合した水溶性スラリーは、テレビ等に使うブラウン管の製造に使われる。スラリーをブラウン管の内面に薄い膜状にスピンコートしてから、蛍光体のストライプを形成する露光処理がなされるが、二クロム酸アンモニウムはこの露光処理の光増感剤として働く。

## 反応
擬似火山噴火

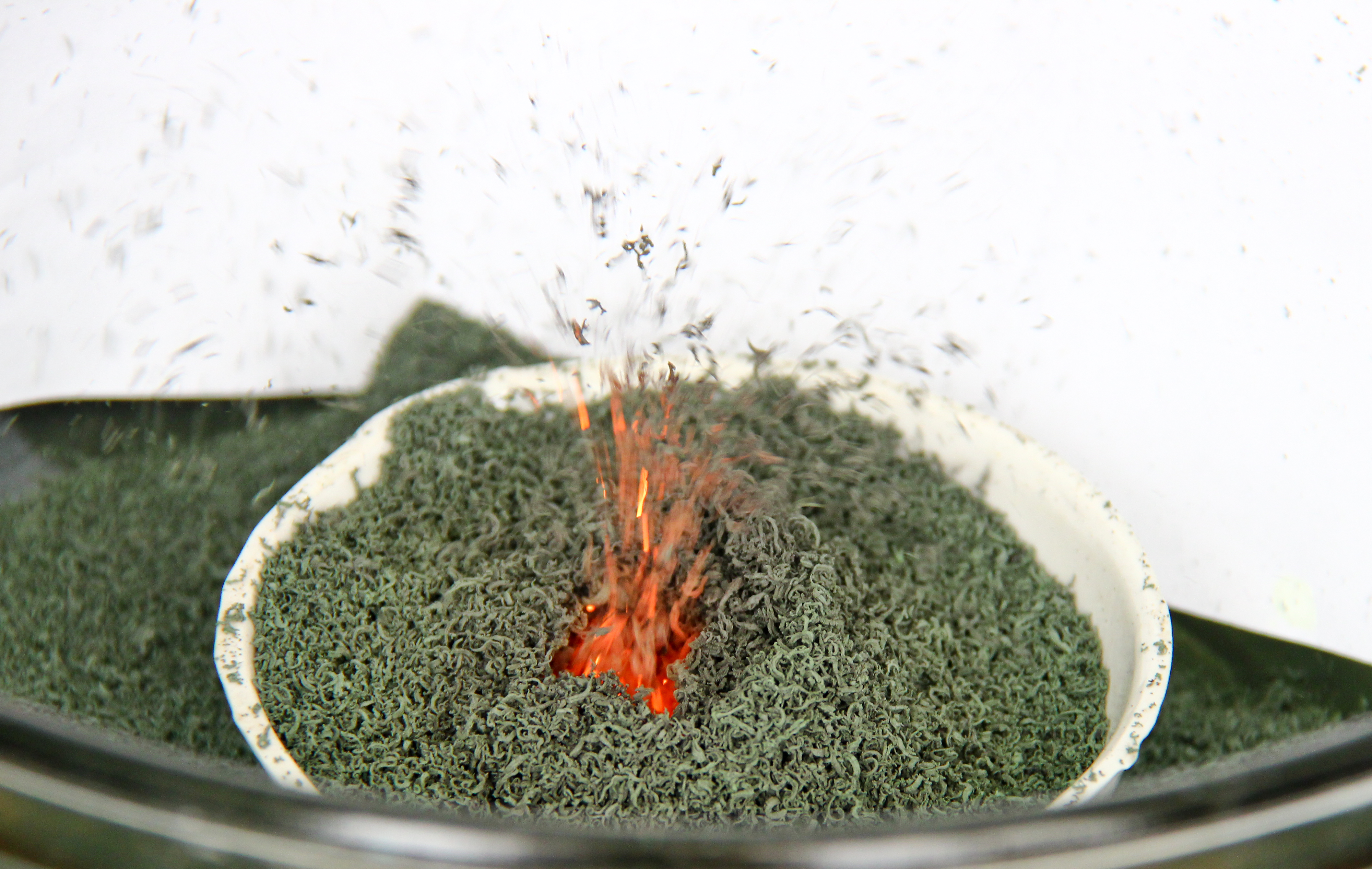
擬似火山噴火の様子

擬似火山噴火は、二クロム酸アンモニウムの山に点火すると次のような反応が起こることで発生する。
(NH4)2Cr2O7 (s) → Cr2O3 (s) + N2 (g) + 4 H2O (g) （ΔH=−429.1 ± 3 kcal/mol）
硝酸アンモニウムのように、二クロム酸アンモニウムは熱力学的に不安定な物質である。その熱分解反応は一度始まると自然におさまるまで続き、火を噴きながら生成したガスに乗せて酸化クロム(III)の緑色の粉末を吹き上げる。しかしこの反応で全ての分子が分解するわけではなく、生成した粉末を水に溶かすとオレンジ色、もしくは黄色となる。これは未反応の二クロム酸アンモニウムの色である。
高倍率の顕微鏡を用いて二クロム酸アンモニウムの熱分解の際の分子の運動を観察すると、塩 (えん)の熱分解は中間に液体の状態があり、その仲介によって反応が成り立っていることが分かる。特徴的な暗い結晶を持つ二クロム酸アンモニウムは、Cr3O2−
10やCr4O2−
13といったオキソアニオンに結合していた分離性のアンモニアが濃縮されてオキソアニオンを失い、分解して最後にはCrO3となる。酸化クロム(VI)は二クロム酸アンモニウムが融解した状態で分解の中継となることが分かっている。これはよく火山の噴火に例えられる（状態が似ているということで、原理が同じわけではない）。

## 酸化反応
二クロム酸アンモニウムは強力な酸化剤であるため、全ての物質に対して酸化剤として働く。相手の還元剤が強ければ強いほど、より激しい反応を起こす。かつてはアルコールやチオールの酸化にも使われていた。硫酸水素マグネシウムと湿った二酸化ケイ素があれば、二クロム酸アンモニウムは酸化カップリングの際に溶媒がない状況下で非常に効率的な試薬となる。このときは反応を比較的穏やかに進められる。またこれは、反応は激しいが脂肪族アルコールをZrCl4や湿ったSiO2を用いてアルデヒドやケトンに酸化する反応にも用いられる。

## 危険性
他の6価クロムと同様に人体への毒性が非常に強く、環境負荷も大きい。また発癌性も認められており、人体への刺激性も強い。

## 事故
密封されたコンテナの中では、二クロム酸アンモニウムは加熱により爆発する危険性がある。1986年1月19日、ニューヨーク・タイムスはアメリカ、オハイオ州アシュタビューラ郡アシュタビューラにあるダイヤモンド・シャムロック・ケミカルズで死者2人と負傷者14人が発生する爆発事故があったと報じた。原因は、当時扱っていた2000ポンドの二クロム酸アンモニウムがヒーターで暖められて爆発したと考えられている。